# Société nationale des chemins de fer luxembourgeois
Pour les articles homonymes, voir CFL.
La Société nationale des chemins de fer luxembourgeois (CFL) est l'entreprise ferroviaire publique luxembourgeoise créée le 14 mai 1946. Elle est présente dans le domaine du transport de voyageurs, du transport de marchandises, et réalise la gestion et l'exploitation du réseau ferré du Luxembourg, du funiculaire Pfaffenthal-Kirchberg, de lignes d'autobus et ce majoritairement pour le compte du Régime général des transports routiers et d'un service d'autopartage nommé Flex.
Les parts de la société sont réparties comme suit : 94 % l'État luxembourgeois, 4 % l'État belge et 2 % l'État français.

## Histoire

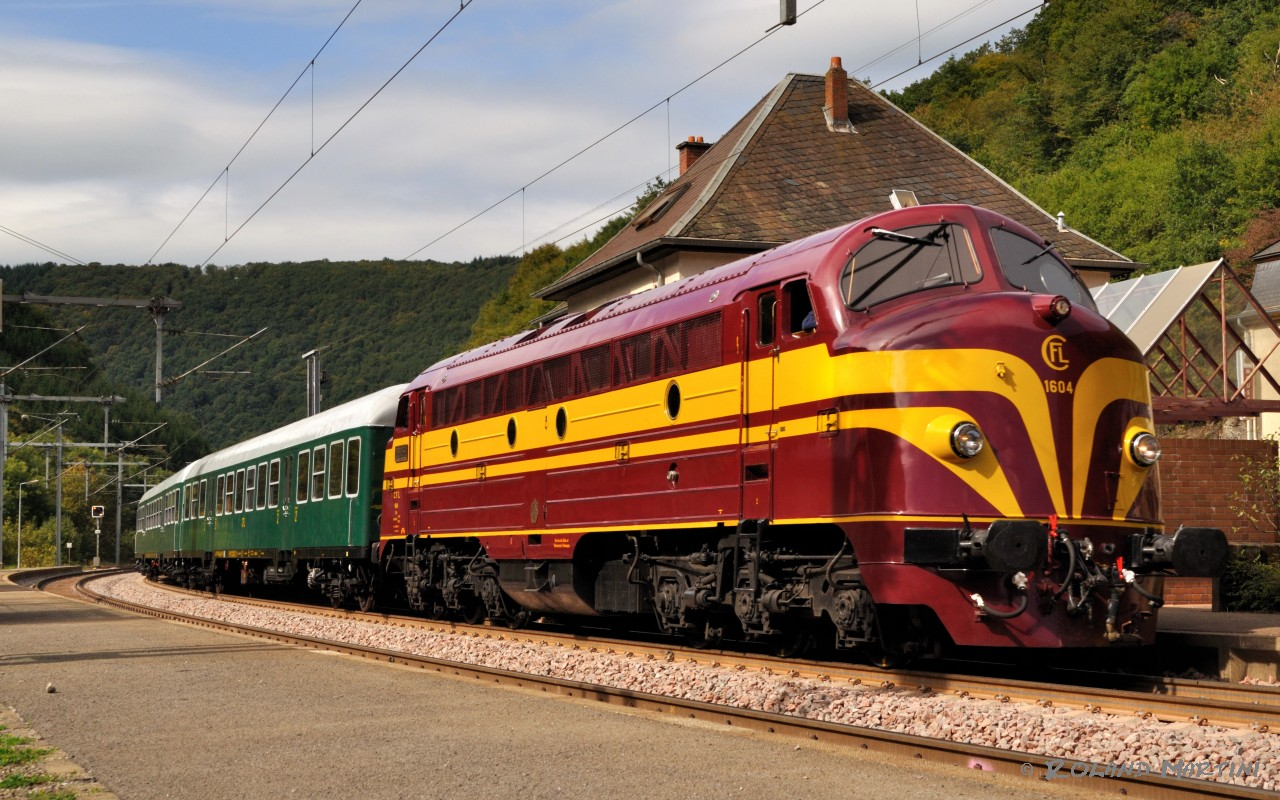
La locomotive Diesel 1604 des CFL.

Les premières lignes de chemins de fer luxembourgeoises sont ouvertes en octobre 1859. Elles appartiennent à la Société royale grand-ducale des chemins de fer Guillaume-Luxembourg (GL), fondée en 1857, mais sont exploitées par la Compagnie des chemins de fer de l'Est (Est).
De son côté la Compagnie des chemins de fer Prince-Henri ouvre en août 1873 ses propres lignes ; la compagnie fait faillite en 1877 et est remplacée par la Société anonyme luxembourgeoise des chemins de fer et minières Prince-Henri (PH).
À partir de 1872, le réseau Guillaume-Luxembourg est exploité par la Direction générale impériale des chemins de fer d'Alsace-Lorraine (en allemand : Kaiserliche Generaldirektion der Eisenbahnen in Elsass-Lothringen) (EL) à la suite de l'annexion de l'Alsace-Lorraine à l'Empire allemand.
L'Administration des chemins de fer d'Alsace et de Lorraine (AL) est créée en 1919, lors du retour de l'Alsace-Lorraine à la France, et reprend l'exploitation du réseau Guillaume-Luxembourg (GL).
Le 1er janvier 1938, le réseau GL entre dans le giron de la nouvelle Société nationale des chemins de fer français (SNCF) mais dès 1940, celui-ci est exploité par la Deutsche Reichsbahn jusqu'à la fin du conflit, où le réseau est lourdement endommagé, par exemple la ligne du nord est rendue inutilisable.
Le 24 mai 1945 un arrêté grand-ducal est pris afin que l'État reprenne directement l'exploitation de l'ensemble des lignes de chemin de fer à voie normale et à voie étroite du grand-duché, avec effet rétroactif au 2 octobre 1944.
Le 17 avril 1946, une convention est signée entre le Luxembourg, la France et la Belgique. La Société nationale des chemins de fer luxembourgeois (CFL) est officiellement créée le 14 mai 1946 et reprend les concessions des réseaux Guillaume-Luxembourg et Prince-Henri, ainsi que celles des Chemins de fer à voie étroite (CVE) étatisés en 1934. La convention est approuvée par la loi du 16 juin 1947, qui annule notamment les concessions des anciennes compagnies.
À partir de la fin des années 1940, la fermeture progressive des lignes de chemin de fer secondaires permet l'émergence du service d'autobus des CFL, dont les lignes font partie depuis 1996 du réseau du Régime général des transports routiers (RGTR).
La loi du 10 mai 1995 transfère à l'État luxembourgeois la propriété du réseau et de ses infrastructures, qui en confie l'exploitation à la Société nationale des chemins de fer luxembourgeois (CFL) ; elle crée aussi le Fonds du rail chargé de financer les projets de remise en état, de modernisation et d’extension du réseau ferré ou de suppression de lignes et le Fonds des raccordements ferroviaires internationaux chargé de financer les infrastructures à l'étranger dans le but de raccorder le réseau grand-ducal aux réseaux ferroviaires étrangers. À la suite de cette loi, les statuts des CFL sont renouvelés par la loi du 28 mars 1997, suivant le protocole additionnel du 28 janvier 1997 qui modifiait la convention de 1946.
Au 22 février 2009, l'attribution des sillons horaires est un rôle désormais dévolu à l'Administration des chemins de fer. En 2010, l'Institut luxembourgeois de régulation (ILR) s'est vu confier la mission de veiller à ce que l'accès au réseau ferroviaire se fasse dans le respect des règles européennes sur la concurrence, dans le cadre de la libéralisation du transport ferroviaire au sein de l'Union européenne.
En 2017, les CFL se lancent dans l'autopartage avec le lancement du service Flex, comptant à son lancement une vingtaine de stations réparties à travers le pays et met en service le funiculaire Pfaffenthal-Kirchberg, première infrastructure de ce type au grand-duché.

## Le réseau

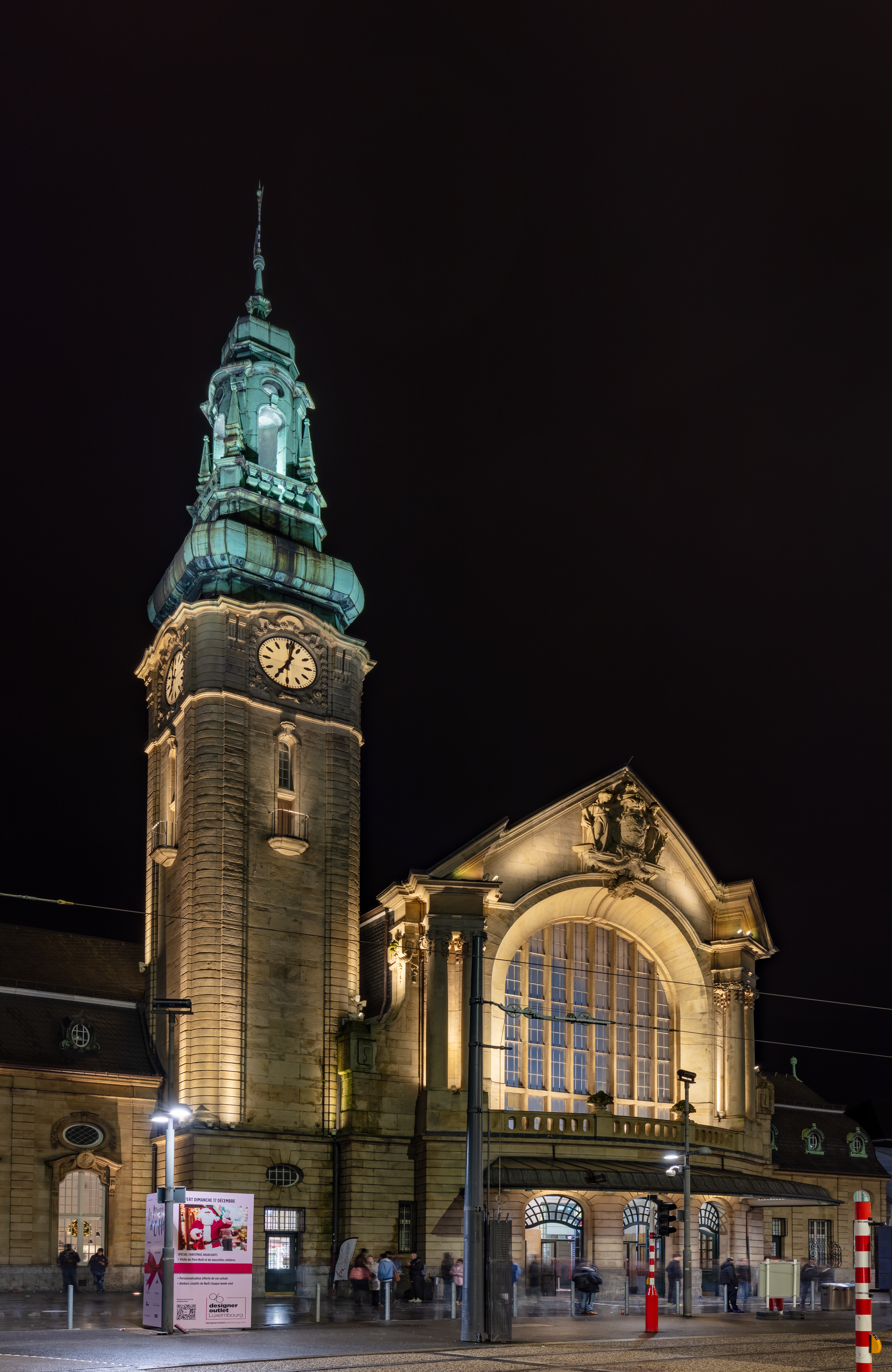
La gare de Luxembourg, la plus importante du pays

La Société nationale des chemins de fer luxembourgeois est le gestionnaire du réseau ferré national luxembourgeois, propriété de l'État luxembourgeois.
En 2015, le réseau ferré du Luxembourg compte 275 km de lignes dont 154 km de lignes à double voie, 121 km de lignes à voie unique, 262 km de lignes électrifiées et 13 km de lignes non électrifiées.
Le tout représente un total de 621 km de voies (451 km de voies principales et 170 km de voies de services), dont 590 km sont électrifiées en courant alternatif monophasé 25 000 V – 50 Hz (il n'y a plus de sections en 3 000 V au Luxembourg depuis 2018).
Le réseau compte également 994 aiguillages et 40 embranchements particuliers. Bien que situées en France, les gares d'Audun-le-Tiche et Volmerange-les-Mines font partie du réseau ferré luxembourgeois et ne sont pas raccordés au réseau ferré national français.
La ponctualité des trains est élevée, avec 89,6 % en 2017 ; ce chiffre est toutefois en baisse au cours des années puisqu'il était de 89,8 % en 2016 et 90,9 % en 2015. La ponctualité varie aussi fortement selon les lignes : Les lignes commerciales 10, 30 et 70 sont les plus ponctuelles avec un taux de 91,2 % pour les deux premières et 92,3 % pour la troisième en 2018, vient ensuite la ligne 60 avec 98,7 % puis la ligne 50 avec 87,7 %, la ligne 90 ferme le tableau avec 75,8 % et près de 7 % de trains annulés dont 0,5 % pour la ligne 30.

## Le matériel roulant
Les CFL utilisent de nombreux matériels identiques à ceux de la SNCB belge et de la SNCF française. La plupart des engins des CFL portent une livrée à base de rouge bordeaux. Depuis 2017, l'ensemble de la flotte est équipée du système ETCS de niveau 1. Le remisage et la maintenance du matériel est regroupé au dépôt de Luxembourg. En outre, les CFL disposent de trains de type Stadler KISS qui circulent sur les lignes entre le Luxembourg et l'Allemagne (série 2300).
En 2024, l'ensemble de la flotte destinée au transport de voyageurs sera équipée de la climatisation ; cela se traduira par le remplacement des série 2000, dérivées des Z2, à partir de 2021.

## Le groupe CFL

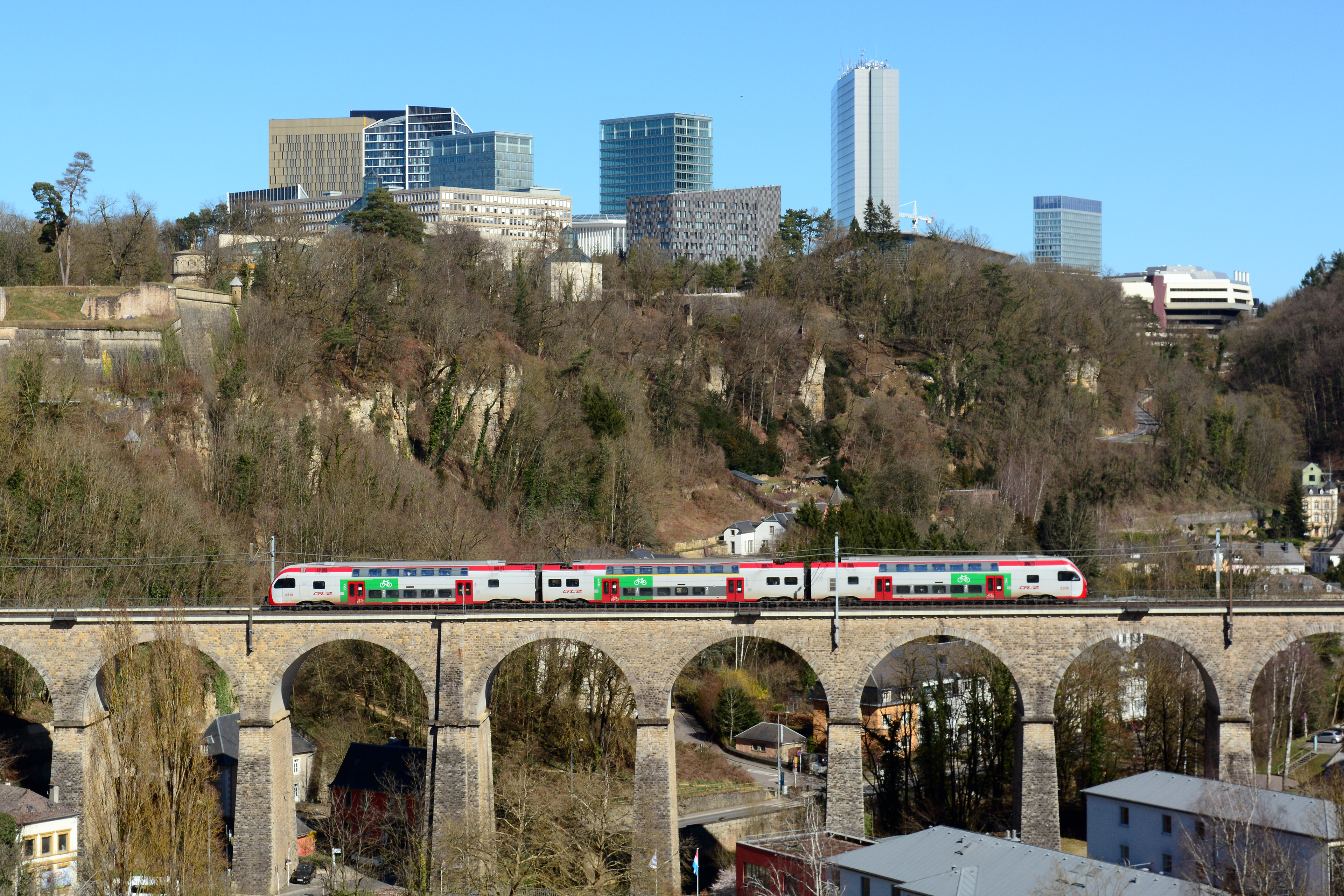
Une CFL série 2300, de la famille Stadler KISS, sur le viaduc Dräi Eechelen.

Les CFL ont trois actionnaires, l'État luxembourgeois (94 %), l'État belge (4 %) et l'État français (2 %).
Les CFL contrôlent vingt-deux filiales et entreprises présentes dans des activités liées au transport de personnes ou de marchandises, à la logistique ou à des domaines complètement éloignées du chemin de fer comme l'autopartage ou plus simplement la gestion du parc immobilier des chemins de fer.
Ces filiales sont présentes non seulement au Luxembourg mais aussi en Belgique, en France, en Allemagne, au Danemark ou encore en Suède. En outre les CFL disposent, pour assurer les opérations de réassurance, d'une filiale nommée Rail Réassurances SA.

### CFL Évasion
Créée en 1999 et filiale à 100 %, CFL Évasion SA est une agence de voyages.

### CFL Immo
Créée en 1997 et filiale à 99,67 %, CFL Immo SA s'occupe du patrimoine immobilier ferroviaire, non seulement des CFL, mais aussi de celui appartenant à l'État luxembourgeois.
Elle dispose depuis 2009 d'une filiale nommée Immo-Rail SA, spécialisée dans la promotion immobilière.

### CFL Cargo
Créée en 2006 par la fusion des activités Fret des CFL (ex-EuroCargoLux) et du département de transport interne des sites de production luxembourgeois d'ArcelorMittal et filiale à 66,67 % des CFL et à 33,33 % d'ArcelorMittal, CFL Cargo SA est chargée des transports et de la logistique, exclusivement pour les marchandises. CFL Cargo travaille en étroite collaboration avec CFL Multimodal,.

### CFL Multimodal
Créée en 1979 et filiale à 99,99 %, CFL Multimodal est une filiale orientée logistique, en particulier via la gare multimodale de Bettembourg. CFL Multimodal travaille en étroite collaboration avec CFL Cargo.
CFL Multimodal dispose de plusieurs filiales au Luxembourg et en Belgique :
- CFL Intermodal (ex-Eco Logistics Operator), spécialisée dans le transport combiné rail-route ;
- CFL Logistics (ex-Lentz multimodal), spécialisée dans l'entreposage de marchandises ;
- CFL Port Services (ex-Van Eecke & Govers),assure des services portuaires et douaniers dans le port d'Anvers en Belgique ;
- CFL Terminals (ex-Terminaux Internationaux Bettembourg), gestionnaire du terminal intermodal de Bettembourg.
- CFL cargo opère dans le port autonome de Strasbourg[23].

En 2016, CFL Multimodal a pris le contrôle des Transports internationaux Fischbach, et procède de façon progressive à l'intégration de l'entreprise en son sein.

### Lorry-Rail
Lorry-Rail SA, filiale à 33,34 %, est l'opérateur de l'autoroute ferroviaire reliant le Luxembourg à Perpignan (France).

### neg Niebüll
La Norddeutsche Eisenbahngesellschaft Niebüll (de) (neg) est devenue une filiale à 100 % des CFL en 2004. Une filiale-sœur, NEG Siderau Betriebs, existe aussi.
L'entreprise opère entre Niebüll et Dagebüll et entre Niebüll et Tønder à la frontière entre l'Allemagne et le Danemark.

### CFL Mobility
Créée en 2017 et filiale à 100 %, CFL Mobility est destinée à la gestion du service d'autopartage Flex.

### Anciennes filiales
Le groupe CFL a compté par le passé deux autres filiales : ACTS Logistik- Dienstleistungssysteme AG, liquidée en 2003 et PKP Cargo CFL International (joint-venture avec PKP Cargo (en), division Fret des chemins de fer polonais), liquidée en 2014.

## Identité visuelle (logo)
Au cours de son histoire, les CFL ont connu six logos différents.

Le premier logo utilisé de 1946 à 1971. On peut remarquer qu'il est largement inspiré par le premier logo de la SNCF.
Ancien logo de 1971 à 1991
Ancien logo de 1991 à 2000
Ancien logo de 2000 à 2021
Logo spécial 75e anniversaire en 2021
Logo actuel

## Activités
La Société nationale des chemins de fer luxembourgeois est une entreprise ferroviaire dite « intégrée » : elle exerce à la fois le métier d'exploitant (voyageurs et marchandises) et celui de gestionnaire d'infrastructure ferroviaire.
En 2022, le président du conseil d'administration des CFL est Jeannot Waringo. Le directeur général du groupe est Marc Wengler.

### Transport de voyageurs

#### Fréquentation
En 15 ans, la fréquentation du réseau a presque doublé et augmente presque chaque année : elle passe ainsi de 13,5 millions de voyageurs en 2003 à 22,9 millions en 2017 soit près de 70 % de hausse, alors qu'entre 1960 et 2005 elle n'avait que peu augmenté et même stagné dans les années 1980 et diminué au début des années 2000,.
En pourcentage, la fréquentation augmente de 3 à 5 % par an, il était alors estimé qu'elle pourrait augmenter avec l'application de la gratuité des transports en 2020. Toutefois, la pandémie de Covid-19 a fait chuter la fréquentation, passant de 25 à 14,5 millions de voyageurs. Cependant, après 2021, la fréquentation augmente fortement chaque année, avec un nouveau record établi en 2023 puis en 2024,,.
| Année | Fréquentation (millions de voyageurs) |
| ----- | ------------------------------------- |
| 1950  | 10,6                                  |
| 1960  | 10,6                                  |
| 1970  | 12,5                                  |
| 1980  | 14,0                                  |
| 1990  | 13,9                                  |
| 2000  | 14,9                                  |
| 2003  | 13,5                                  |
| 2004  | 13,7                                  |
| 2005  | 14,1                                  |
| 2006  | 14,8                                  |
| 2007  | 16,4                                  |
| 2008  | 17,7                                  |
| 2009  | 17,0                                  |
| 2010  | 18,0                                  |
| 2011  | 18,4                                  |
| 2012  | 19,8                                  |
| 2013  | 20,7                                  |
| 2014  | 21,5                                  |
| 2015  | 22,5                                  |
| 2016  | 22,5                                  |
| 2017  | 22,9                                  |
| 2018  | 23,3                                  |
| 2019  | 25                                    |
| 2020  | 14,5                                  |
| 2021  | 16,6                                  |
| 2022  | 22                                    |
| 2023  | 28,7                                  |
| 2024  | 31,3                                  |

Par ligne commerciale, la fréquentation a évolué comme suit, sur la période 2012-2024,,,,.
|                                                                            | 2012  | 2013  | 2014  | 2015  | 2016  | 2017  | 2018  | 2019  | 2020  | 2021  | 2022  | 2023  | 2024  |
| -------------------------------------------------------------------------- | ----- | ----- | ----- | ----- | ----- | ----- | ----- | ----- | ----- | ----- | ----- | ----- | ----- |
| Ligne Luxembourg – Ettelbruck – Troisvierges – Gouvy (ex-ligne 10)         | 4,619 | 4,956 | 5,053 | 5,350 | 5,002 | 5,053 | 5,794 | 5,986 | 3,170 | 3,895 | 5,151 | 5,823 | 6,800 |
| Ligne Luxembourg – Wasserbillig – Trèves (ex-ligne 30)                     | 1,405 | 1,304 | 1,329 | 1,297 | 1,290 | 1,369 | 1,473 | 1,550 | 0,978 | 0,970 | 1,569 | 2,114 | 2,500 |
| Ligne Luxembourg – Kleinbettingen – Arlon (ex-ligne 50)                    | 2,075 | 2,134 | 2,099 | 1,901 | 1,790 | 1,765 | 1,736 | 2,112 | 1,062 | 1,257 | 1,911 | 2,507 | 2,600 |
| Ligne Luxembourg – Esch-sur-Alzette – Rodange (ex-ligne 60)                | 6,900 | 6,983 | 7,424 | 7,650 | 7,685 | 7,963 | 7,542 | 7,615 | 4,696 | 5,355 | 6,697 | 9,124 | 9,900 |
| Ligne Luxembourg – Bascharage-Sanem – Rodange – Athus/Longwy (ex-ligne 70) | 1,583 | 1,944 | 2,132 | 2,510 | 2,461 | 2,689 | 2,982 | 3,161 | 1,917 | 2,186 | 2,814 | 3,453 | 3,600 |
| Ligne 80                                                                   | 109   | 100   | 100   | 103   | 27    |       |       |       |       |       |       |       |       |
| Ligne Luxembourg – Thionville – Metz (ex-ligne 90)                         | 2,902 | 3,070 | 3,165 | 3,465 | 4,153 | 4,088 | 3,804 | 4,592 | 2,705 | 2,931 | 3,895 | 5,665 | 5,900 |

#### Les lignes régionales
L'État luxembourgeois confie aux CFL par le biais d'un contrat de délégation de service public la desserte de l'ensemble du réseau ferré luxembourgeois. Le contrat en cours concerne la période 2009-2024.
Les CFL mettent en œuvre des trains Regionalbunn (RB) et Regional-Express (RE), calqués sur le modèle allemand (bunn étant l'équivalent de l'allemand bahn en luxembourgeois). Les trains RB et RE desservent les mêmes axes : les trains RB assurent des dessertes omnibus tandis que les trains RE assurent des dessertes directes ou semi-omnibus avec des vitesses moyennes plus élevées. La plupart des trains régionaux circulant au Luxembourg sont assurés par du matériel à deux niveaux.
Le réseau régional était découpé en 6 lignes principales et une ligne transversale, assurée aux heures de pointe, regroupant pour le cas des lignes 10, 60 et 70, plusieurs antennes. Toutefois, la ligne 10 est la seule des trois à ne pas compter d'antennes distinguées commercialement par des lettres. Les CFL cessent l'utilisation commerciale de ces numéros de ligne en décembre 2024, des enquêtes client ayant démontré que 83 % des voyageurs les ignoraient,.
Ces numéros étaient :
- Ligne 10 : 
  - Luxembourg – Ettelbruck – Troisvierges – Gouvy
  - Kautenbach – Wiltz
  - Luxembourg – Ettelbruck – Diekirch
- Ligne 30 : Luxembourg – Wasserbillig – Trèves
- Ligne 50 : Luxembourg – Kleinbettingen – Arlon
- Ligne 60 : Luxembourg – Esch-sur-Alzette – Rodange
  - Ligne 60A : Bettembourg – Volmerange-les-Mines
  - Ligne 60B : Noertzange – Rumelange
  - Ligne 60C : Esch-sur-Alzette – Audun-le-Tiche
- Ligne 70 :
  - Luxembourg – Bascharage - Sanem – Rodange – Athus
  - Luxembourg – Bascharage - Sanem – Rodange – Longwy
- Ligne 90 (TER) : Luxembourg – Thionville – Metz

Le 1er janvier 1991, la tarification est unifiée pour l'ensemble des réseaux de transports du pays, y compris les CFL, permettant d'utiliser avec un même titre de transport, stocké sur la mKaart, l'ensemble des lignes de trains, de tramways ou de bus du pays. Cette tarification ne concerne pas les trains internationaux. Le 29 février 2020, l'accès à la 2e classe devient gratuit tandis que la 1re classe et les trains internationaux restent payants et accessibles avec une mKaart. La gratuité occasionne la fermeture des guichets de la quasi-totalité des gares, à l'exception de ceux de Luxembourg et d'Esch-Belval.
De par la configuration du réseau, de nombreux trains luxembourgeois franchissent les frontières du Grand-Duché et desservent des gares en Belgique (Athus et Arlon), en Allemagne (Igel, Kreutz Konz et Trèves) et en France (Longwy, Audun-le-Tiche et Volmerange-les-Mines).
| Ligne | Itinéraire |
| ----- | --- |
| IC    | Luxembourg ↔ Dommeldange ↔ Mersch ↔ Ettelbruck ↔ Kautenbach ↔ Troisvierges ↔ Gouvy (se prolonge ensuite vers Liège-Guillemins et Liers)  |
| RE    | Luxembourg ↔ Dommeldange ↔ Mersch ↔ Ettelbruck ↔ Kautenbach ↔ Troisvierges                                                               |
| RE    | Kautenbach ↔ Wiltz |
| RB    | Luxembourg ↔ Dommeldange ↔ Mersch ↔ Ettelbruck ↔ Diekirch                                                                                |
| RB    | Kautenbach ↔ Wiltz |
| RE    | Luxembourg ↔ Sandweiler - Contern ↔ Wasserbillig ↔ Trèves-Hbf (se prolonge ensuite vers Coblence-Hbf et Düsseldorf-Hbf)                  |
| RB    | Luxembourg ↔ Sandweiler - Contern ↔ Wasserbillig ↔ Trèves-Hbf (se prolonge ensuite vers Wittlich-Hbf)                                    |
| RB    | Luxembourg ↔ Sandweiler - Contern ↔ Wasserbillig                                                                                         |
| RE    | Luxembourg ↔ Howald ↔ Bettembourg ↔ Noertzange ↔ Esch-sur-Alzette ↔ Pétange ↔ Rodange                                                    |
| RB    | Luxembourg ↔ Howald ↔ Bettembourg ↔ Noertzange ↔ Esch-sur-Alzette ↔ Pétange ↔ Rodange                                                    |
| RB    | Bettembourg ↔ Dudelange ↔ Volmerange-les-Mines                                                                                           |
| RB    | Noertzange ↔ Rumelange |
| RB    | Esch-sur-Alzette ↔ Audun-le-Tiche |
| RE    | Rodange ↔ Pétange ↔ Esch-sur-Alzette ↔ Bettembourg ↔ Howald ↔ Luxembourg ↔ Dommeldange ↔ Mersch ↔ Ettelbruck ↔ Kautenbach ↔ Troisvierges |
| RE    | Pétange ↔ Esch-sur-Alzette ↔ Bettembourg ↔ Howald ↔ Luxembourg ↔ Dommeldange ↔ Mersch                                                    |
| RE    | Luxembourg ↔ Dippach - Reckange ↔ Pétange ↔ Rodange ↔ Longwy                                                                             |
| RB    | Luxembourg ↔ Dippach - Reckange ↔ Pétange ↔ Rodange ↔ Athus                                                                              |
| IC    | Luxembourg ↔ Arlon (se prolonge ensuite vers Bruxelles-Midi et Namur)                                                                    |
| RE    | Luxembourg ↔ Kleinbettingen ↔ Arlon |
| RB    | Luxembourg ↔ Kleinbettingen ↔ Arlon |
| TER   | Luxembourg ↔ Bettembourg ↔ Thionville |
| TER   | Luxembourg ↔ Bettembourg ↔ Thionville ↔ Metz-Ville ↔ Nancy-Ville                                                                         |

Les CFL exploitent en coopération avec la SNCF les trains express régionaux (TER) de l'axe Luxembourg - Metz - Nancy. Avec la libéralisation du transport ferroviaire en Europe, les CFL pourraient exploiter cette ligne.
Une telle coopération existait également pour les TER de la relation Longwy - Belval-Université - Thionville, désignée en tant que ligne 80, qui exista du 14 décembre 2009 au 31 mars 2016,.
En partenariat avec la Deutsche Bahn, des Regional-Express relient Luxembourg à Coblence.
Des trains spéciaux sont parfois mis en place au départ de la gare de Belval-Université, pour assurer le retour des spectateurs des concerts à la Rockhal ; de plus, avant la mise en place de la gratuité nationale, les billets de spectacles étaient reconnus comme titres de transport public gratuit, équivalent en validité à un billet longue durée le jour de l'événement.

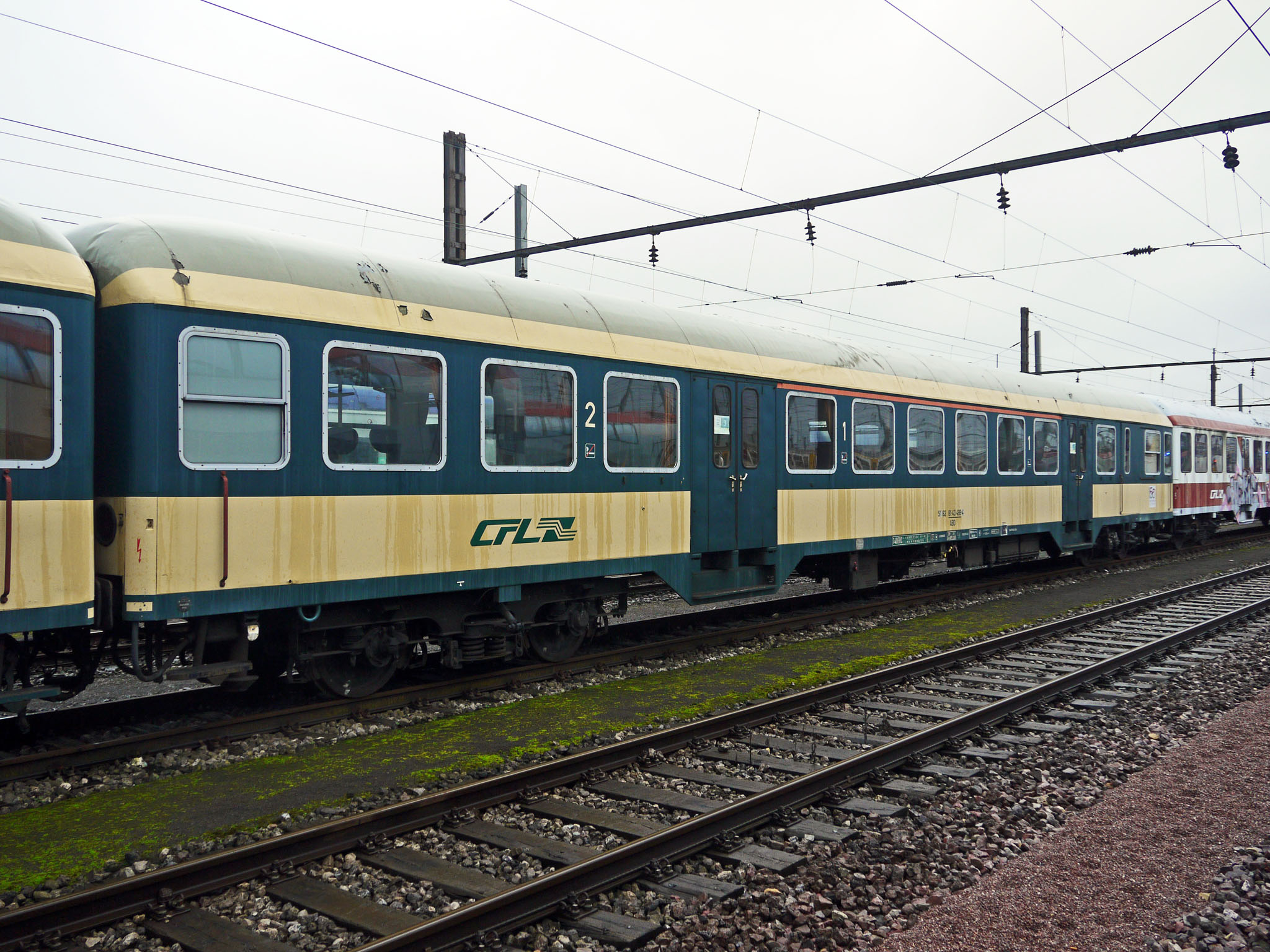
Voiture de type Wegmann utilisée jusqu'au milieu des années 2000.
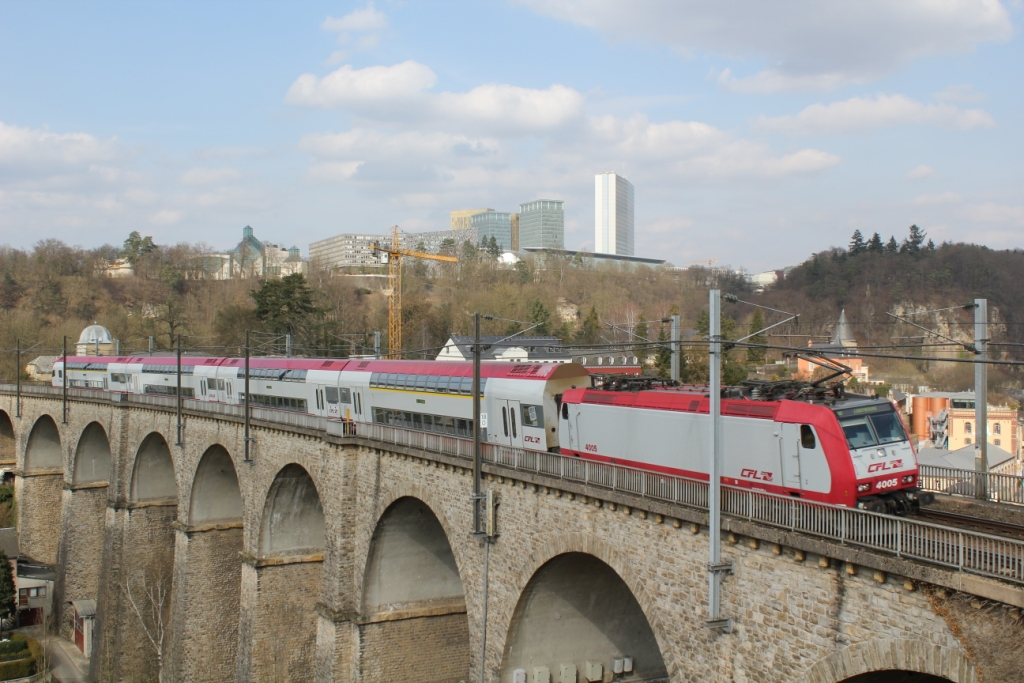
Rame "Dosto" à deux niveaux emmenée par une locomotive de type 4000, composition typique des trains régionaux luxembourgeois.
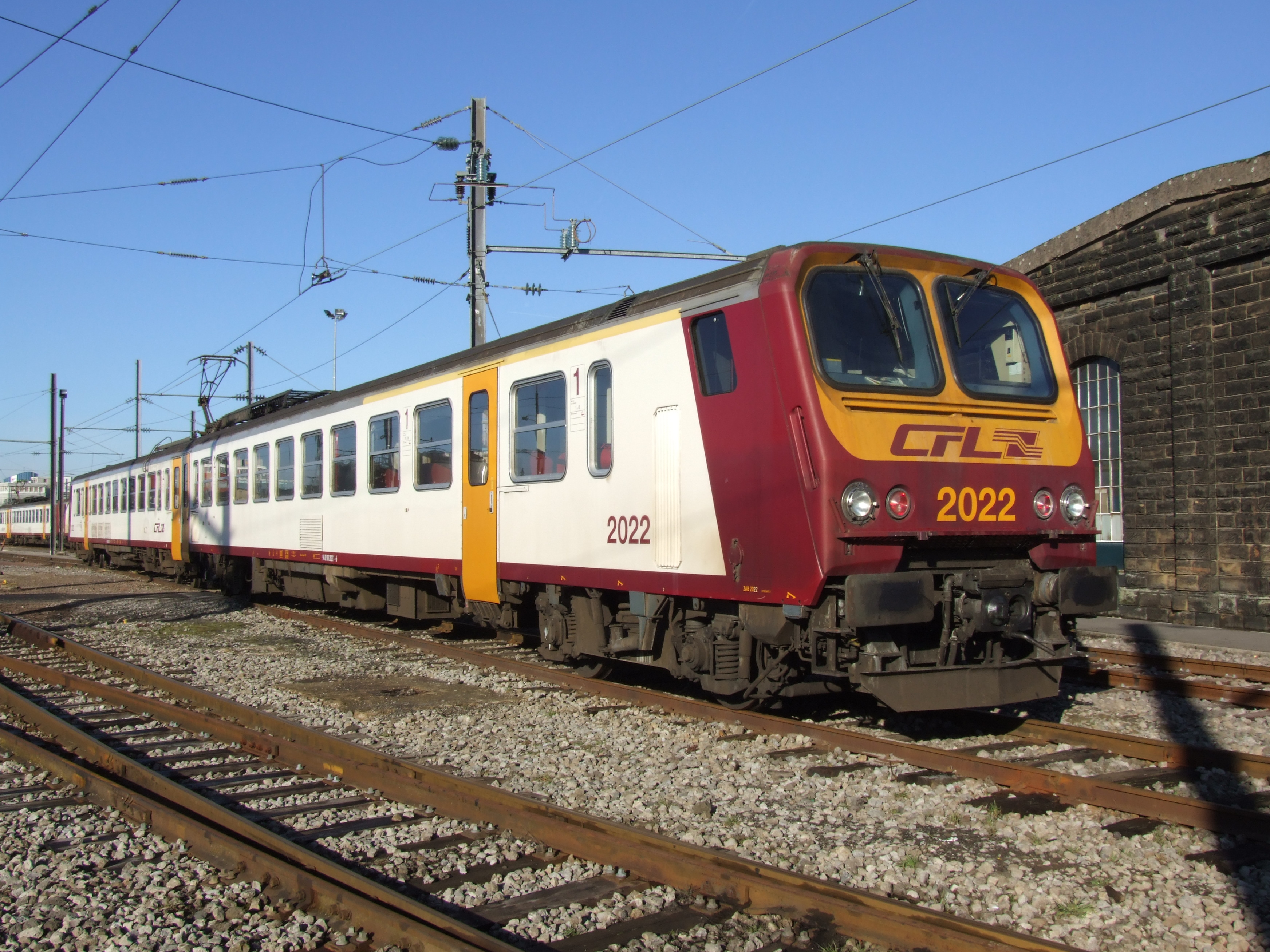
Automotrice de type 2000.
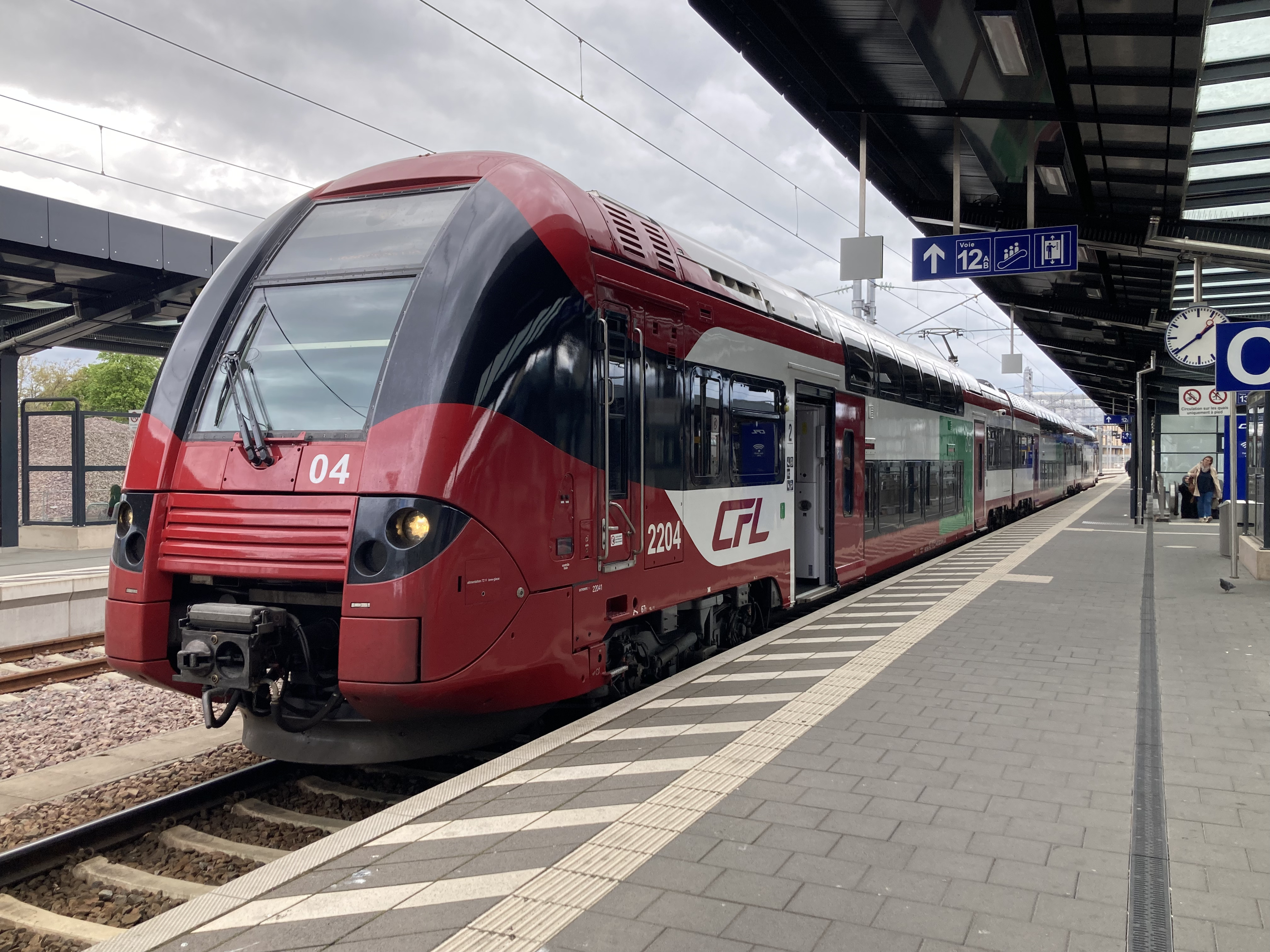
Automotrice à deux niveaux de type 2200.
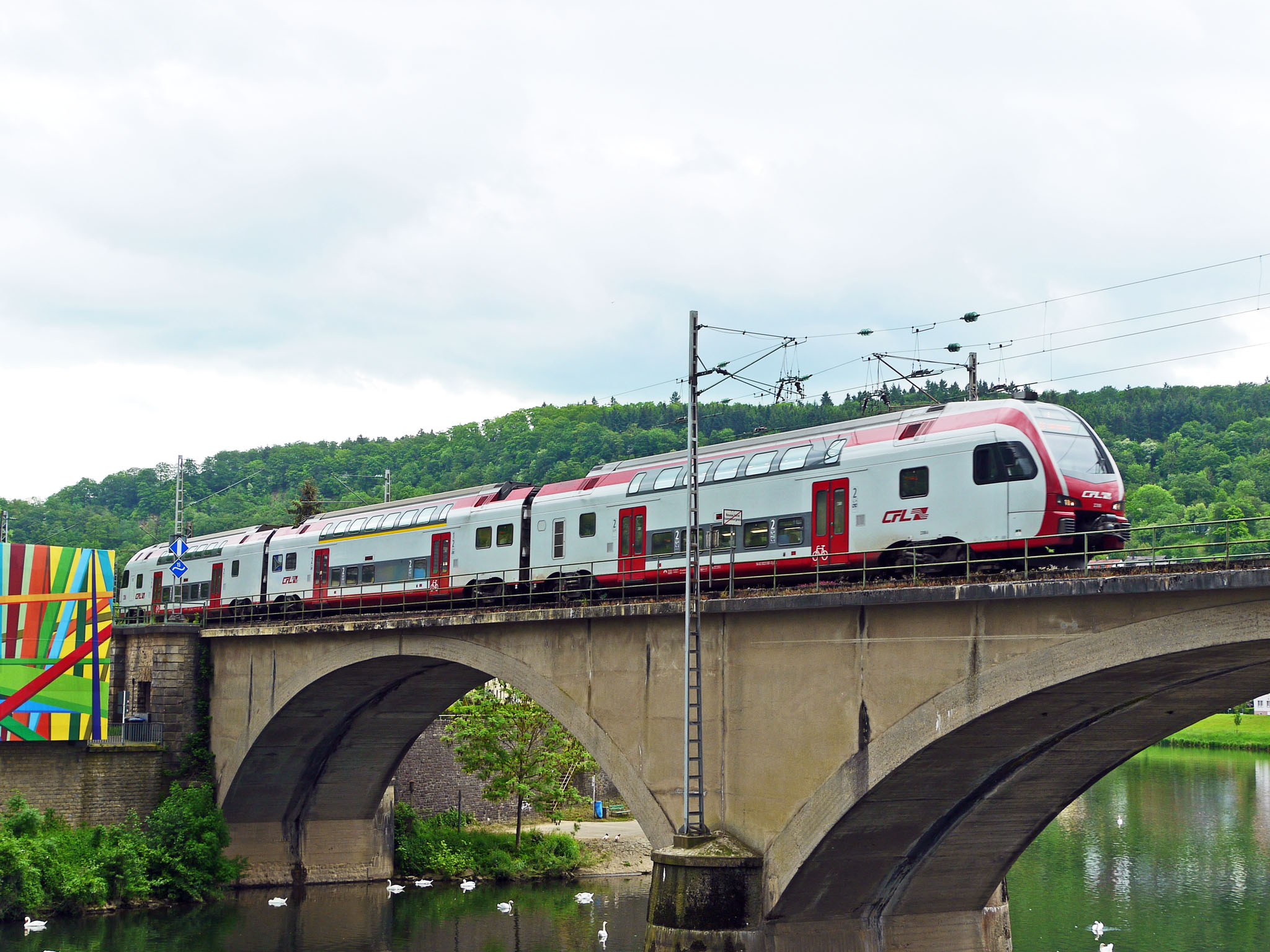
Automotrice de type 2300 (Stadler Kiss) desservant l'Allemagne.
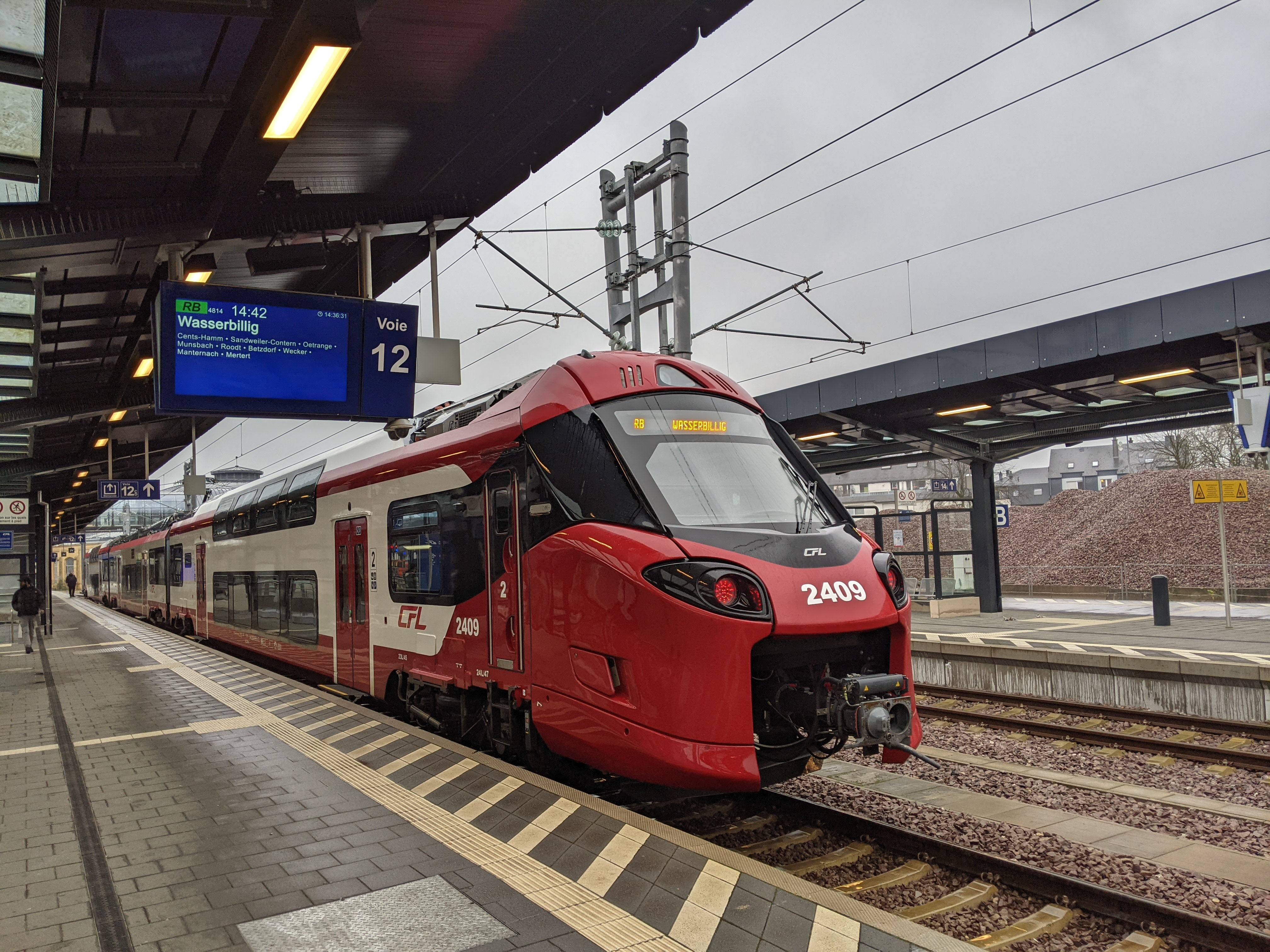
Automotrice de type 2400 (Alstom Coradia) en gare de Luxembourg.
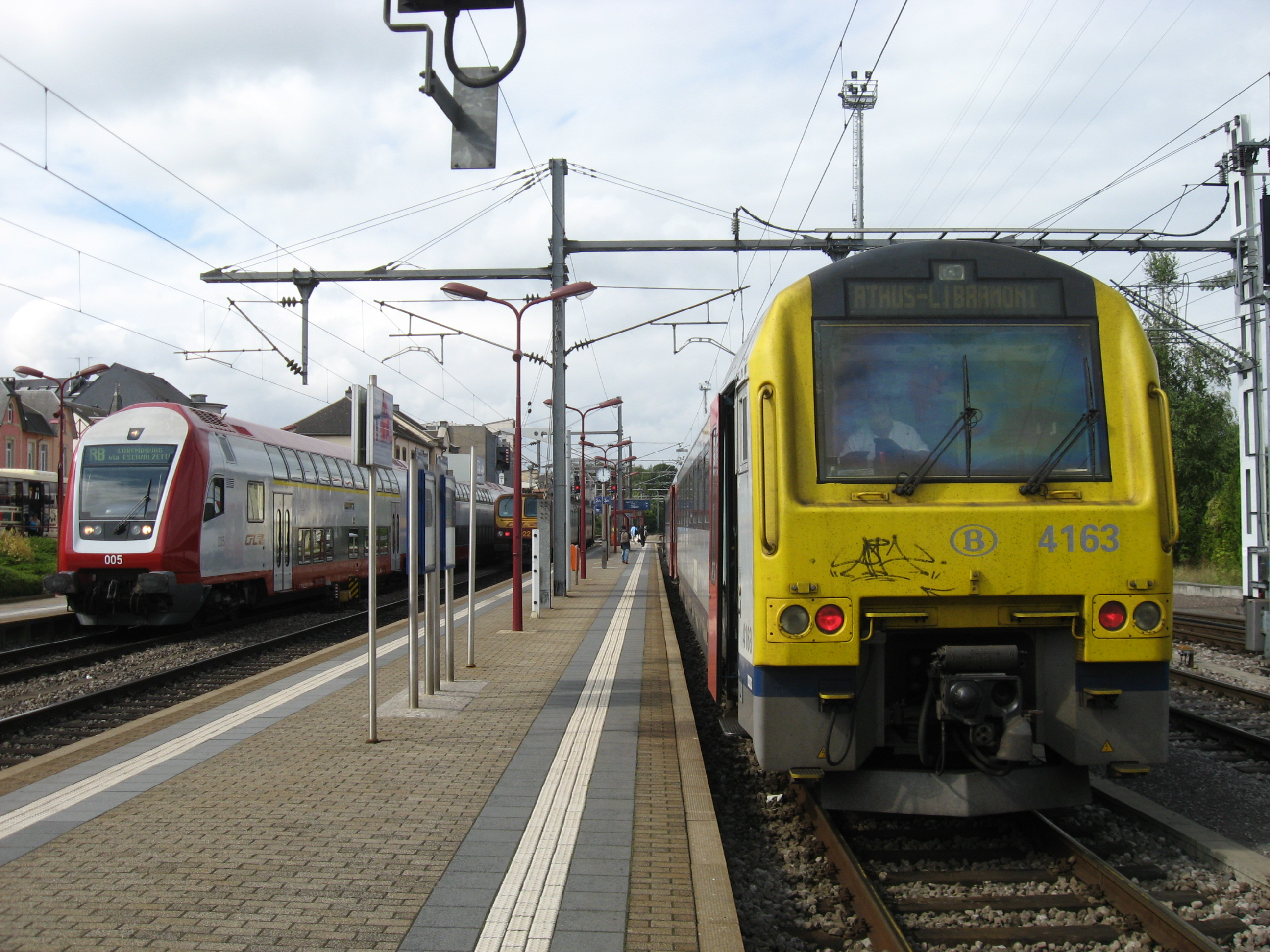
Trains belges et luxembourgeois à Rodange.

##### Trains grandes lignes
Les CFL exploitent en coopération avec la SNCB des trains InterCity reliant Luxembourg à Bruxelles en empruntant la ligne 5 et reliant Luxembourg à Liège en empruntant la ligne 1.
Jusqu'en décembre 2014, des Intercity de la Deutsche Bahn reliaient Trèves à Luxembourg et jusqu'en 2016, des Intercités de nuit de la SNCF reliaient le Luxembourg à Nice et Port-Bou, via Metz et Nancy.

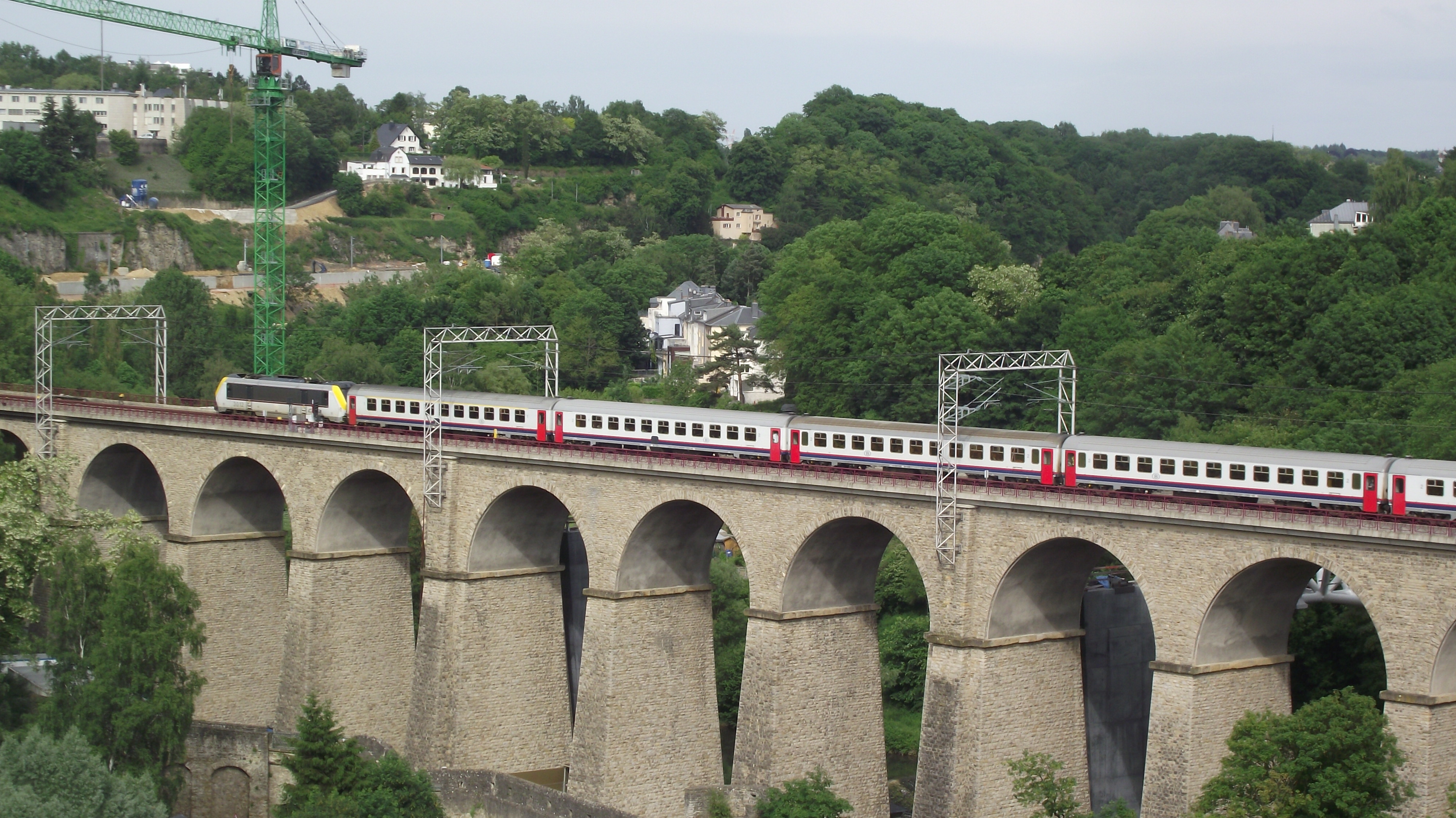
Locomotive CFL emmenant une rame InterCity belge.
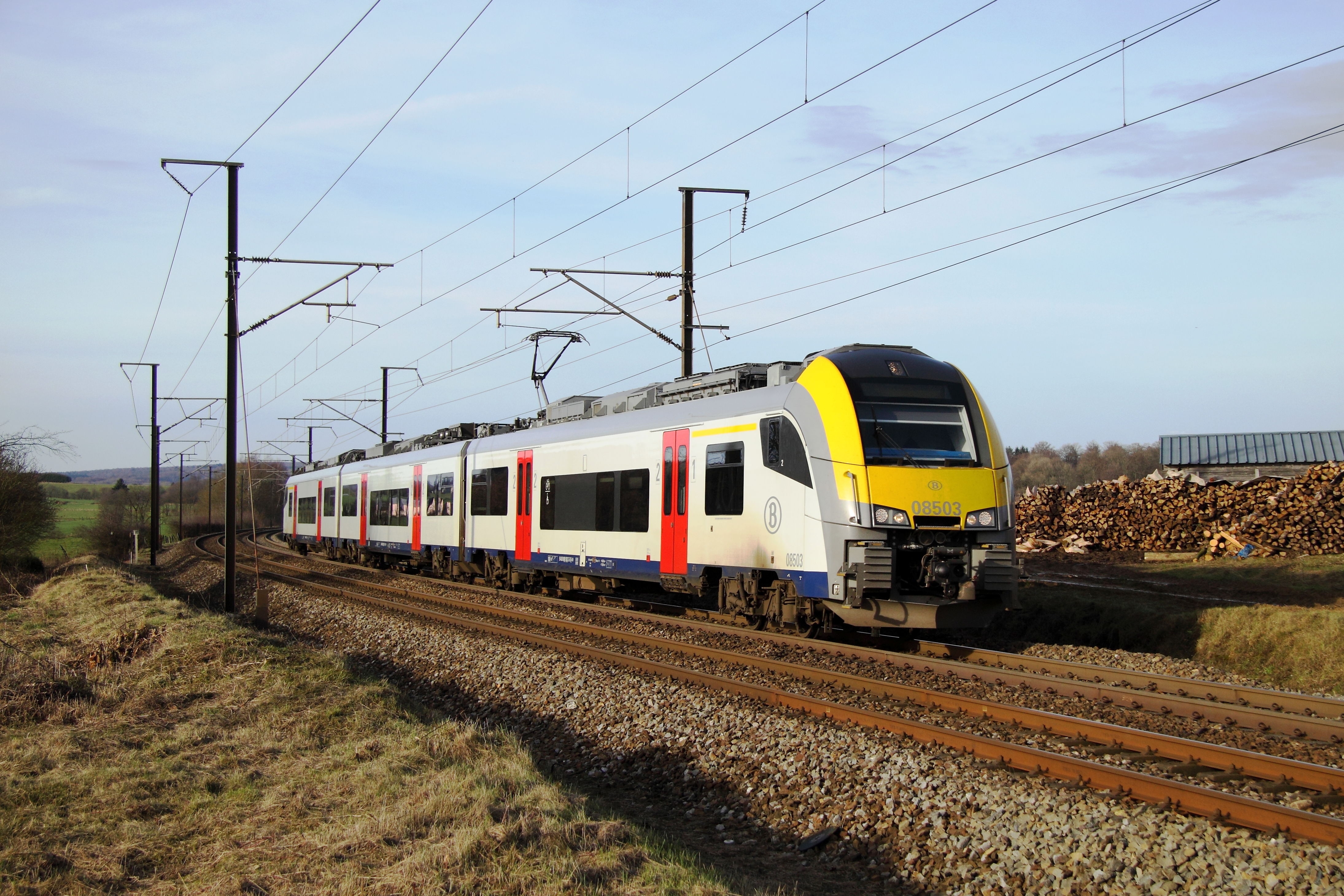
Les InterCity sont désormais assurés par des Desiro ML.
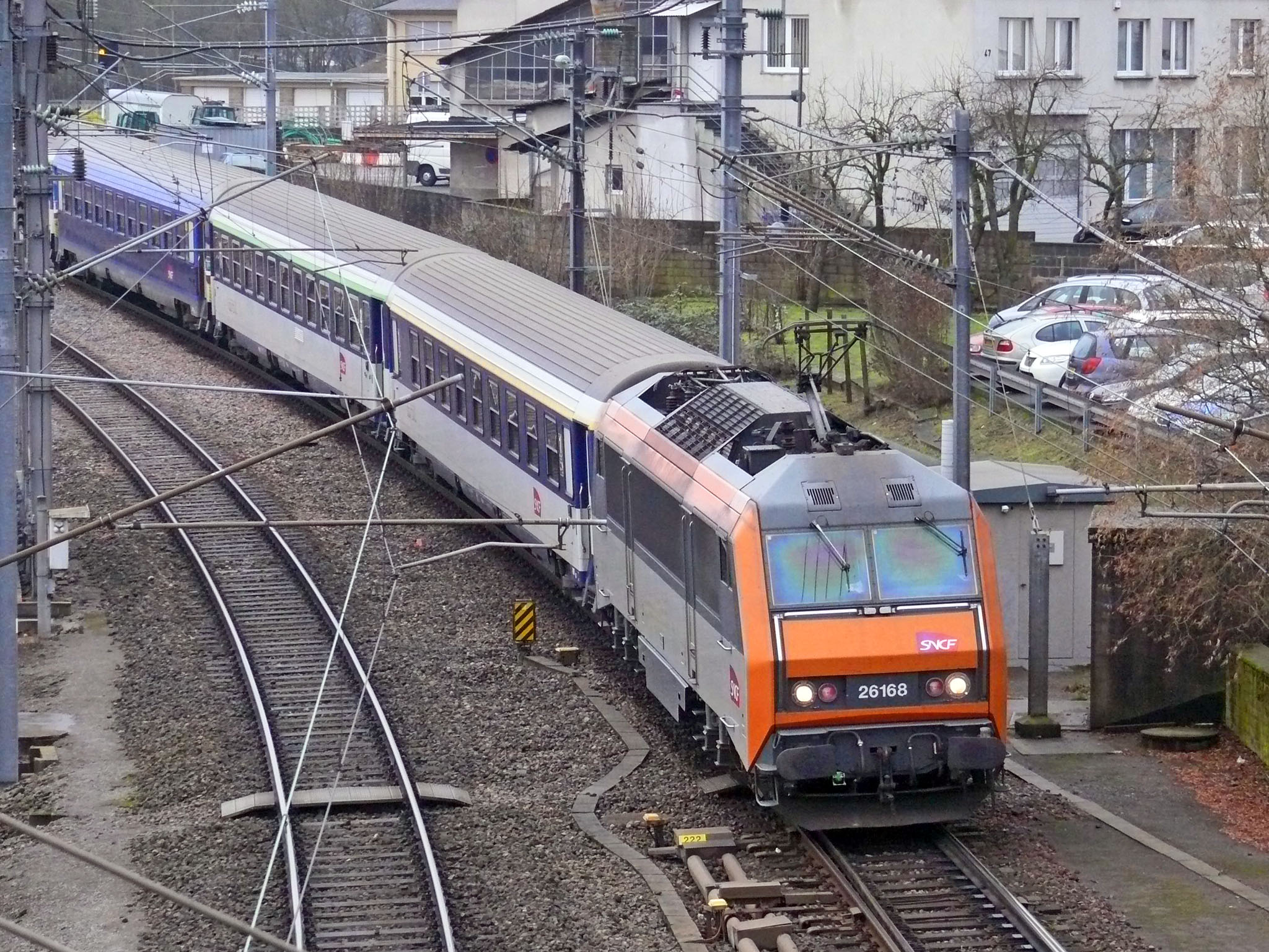
Intercités de nuit de la SNCF au Luxembourg.
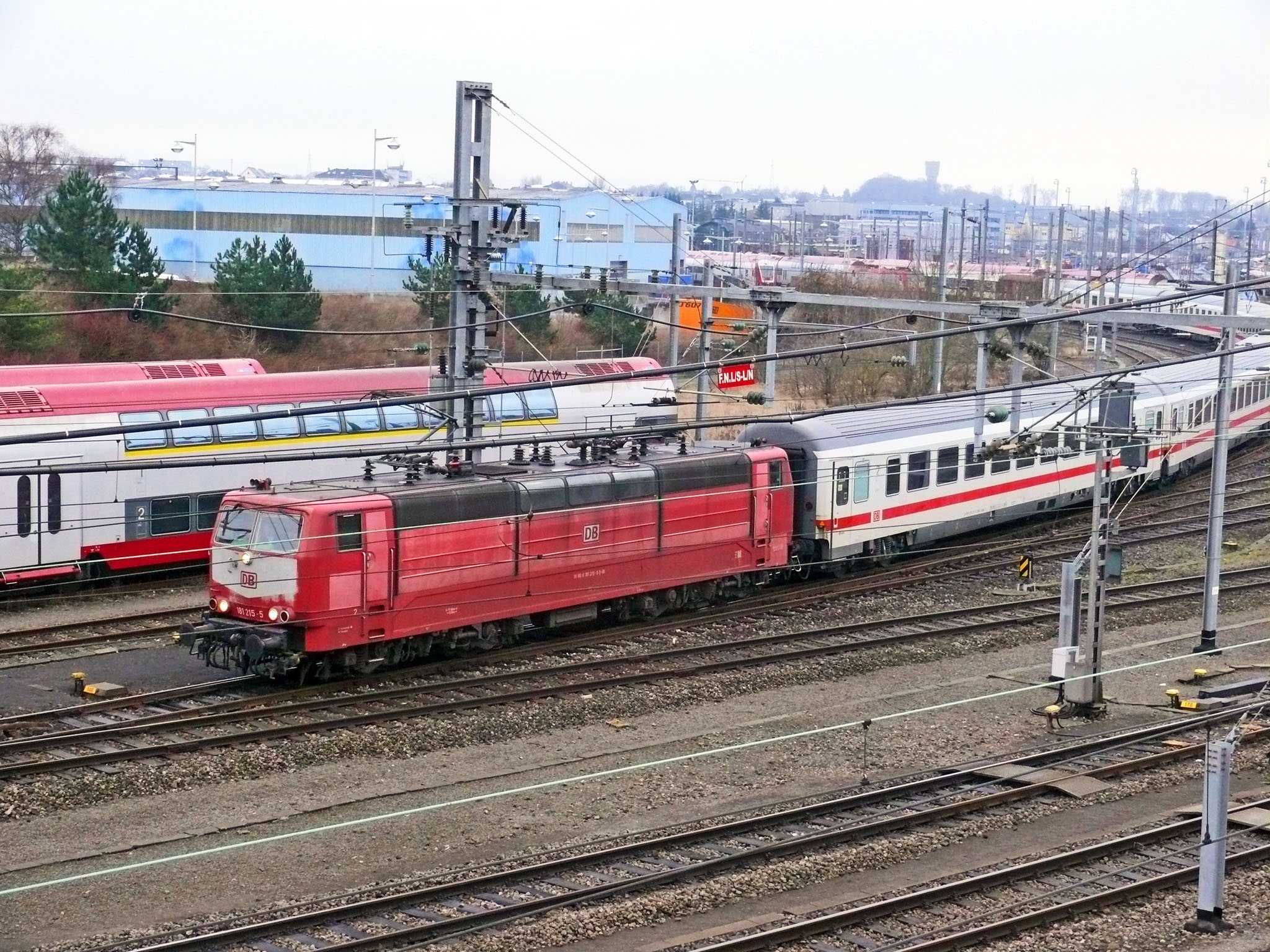
Rame InterCity de la DB manœuvrant à Luxembourg.

##### Trains à grande vitesse et internationaux
Depuis juin 2007, le Luxembourg est desservi par des TGV en provenance et à destination de Paris empruntant la LGV Est-Européenne. Cette desserte se substitue aux EuroCity qui existaient auparavant ; certains de ces EC continuaient jusqu'en Allemagne.
En avril 2016, les derniers EuroCity desservant le Luxembourg, reliant Bruxelles à la Suisse, ont été supprimés. En échange, des TGV reliant Luxembourg à Strasbourg via Metz ont été mis en place. Ces TGV sont à destination du sud de la France.

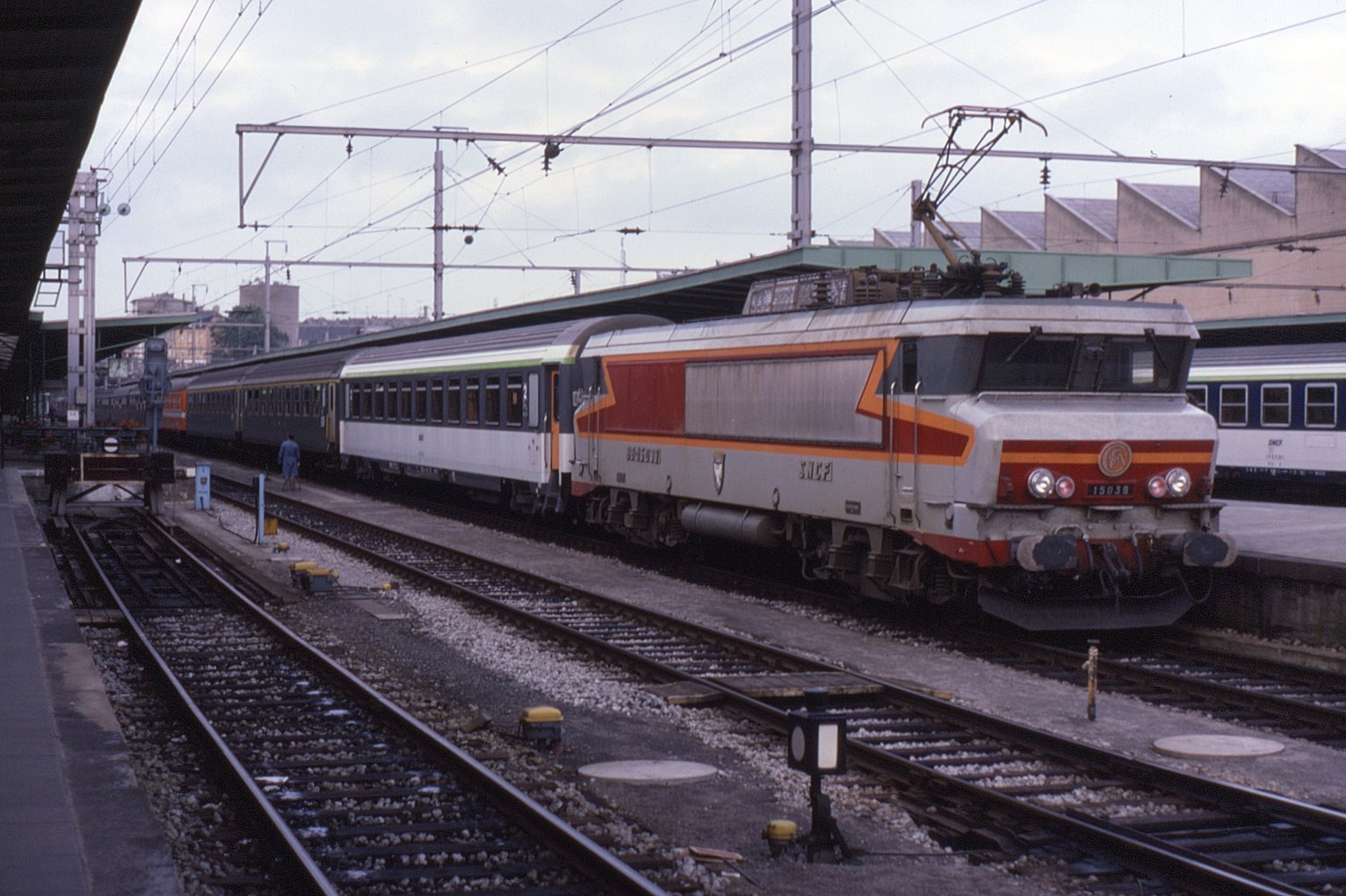
Train EuroCity à destination de la France, en 1987.
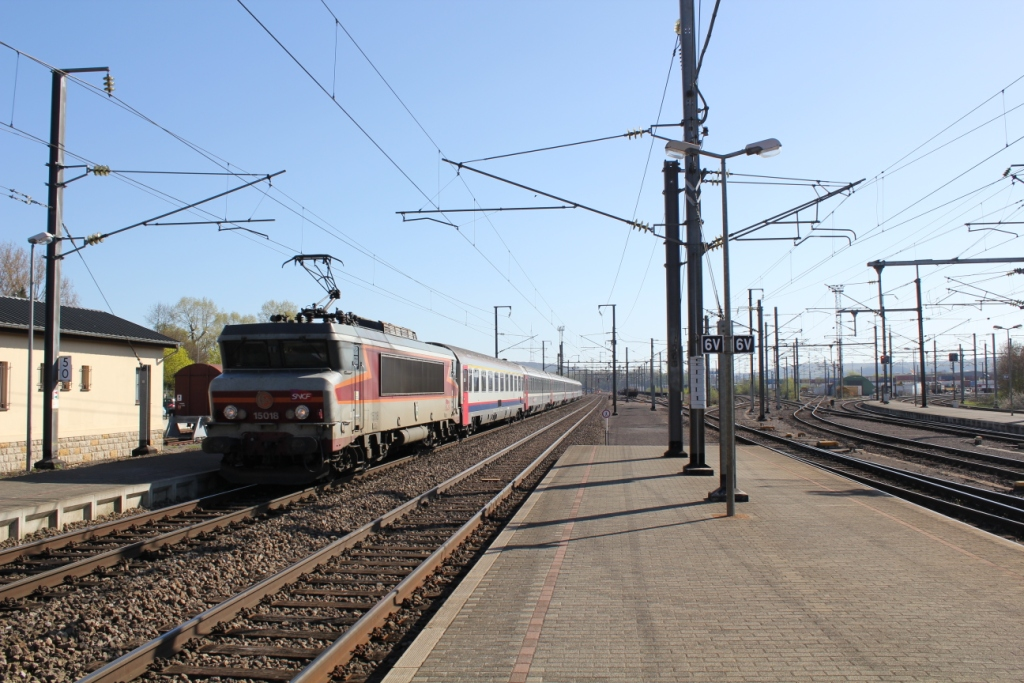
EuroCity Bâle - Bruxelles à Bettembourg.
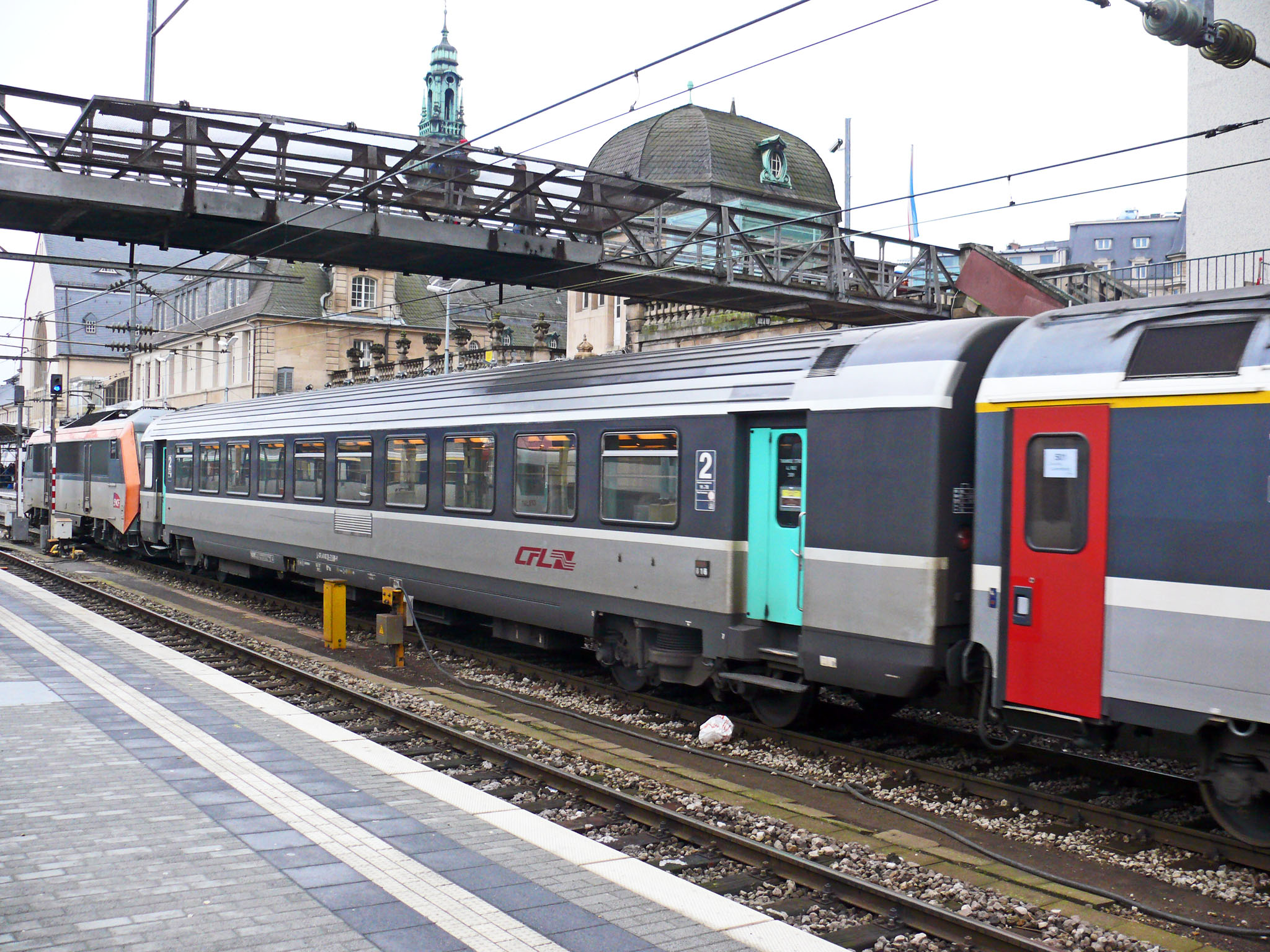
Voiture Corail des CFL incorporée entre une voiture SNCB et une locomotive SNCF à destination de la Suisse.
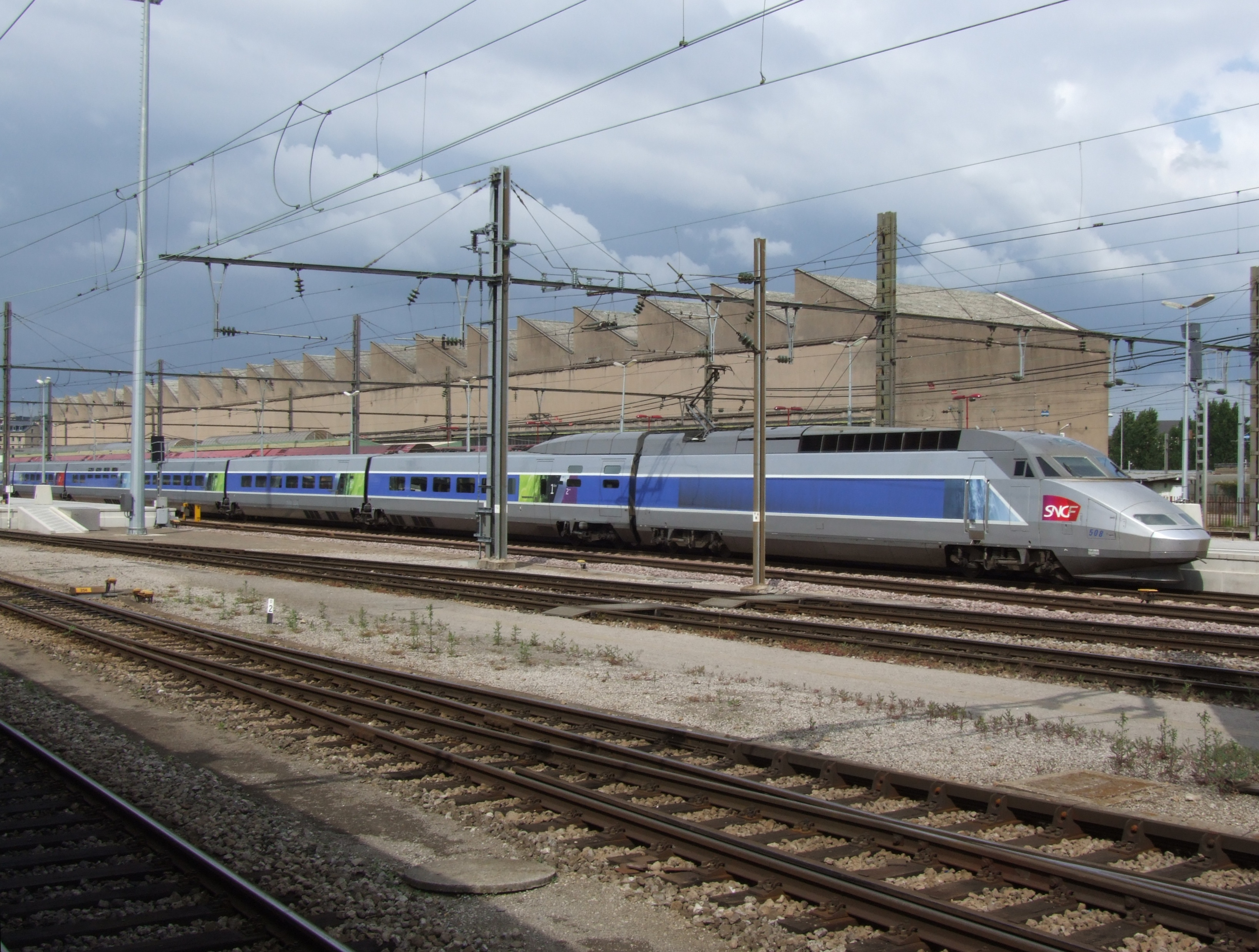
TGV Est-Européen en gare de Luxembourg.

#### Funiculaire

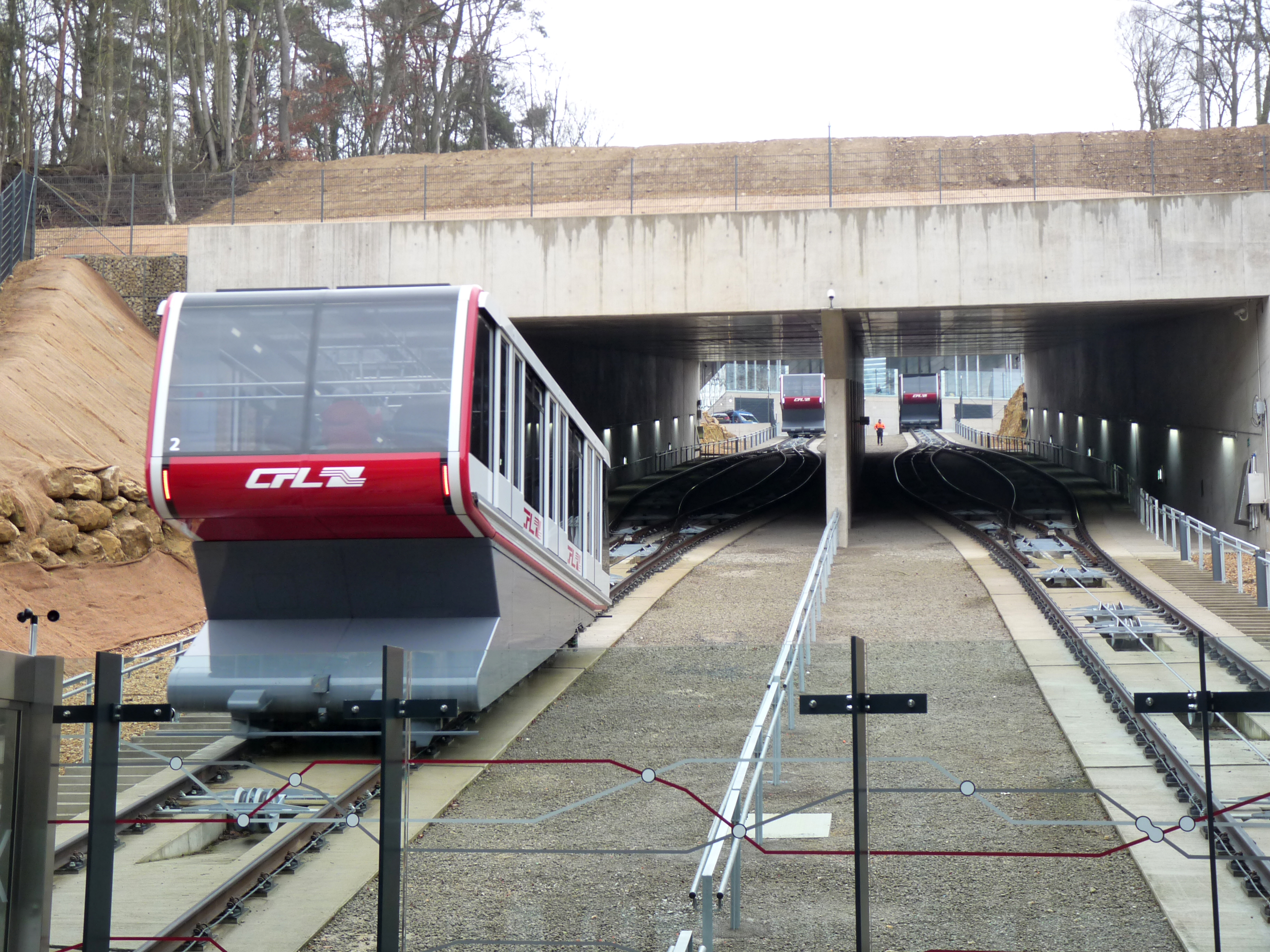
Le funiculaire Pfaffenthal-Kirchberg.

Les CFL possèdent et exploitent le funiculaire Pfaffenthal-Kirchberg, ligne reliant la gare de Pfaffenthal-Kirchberg au plateau du Kirchberg et au tramway de Luxembourg ; cette ligne est l'unique funiculaire construit au Luxembourg.

#### Service d'autobus

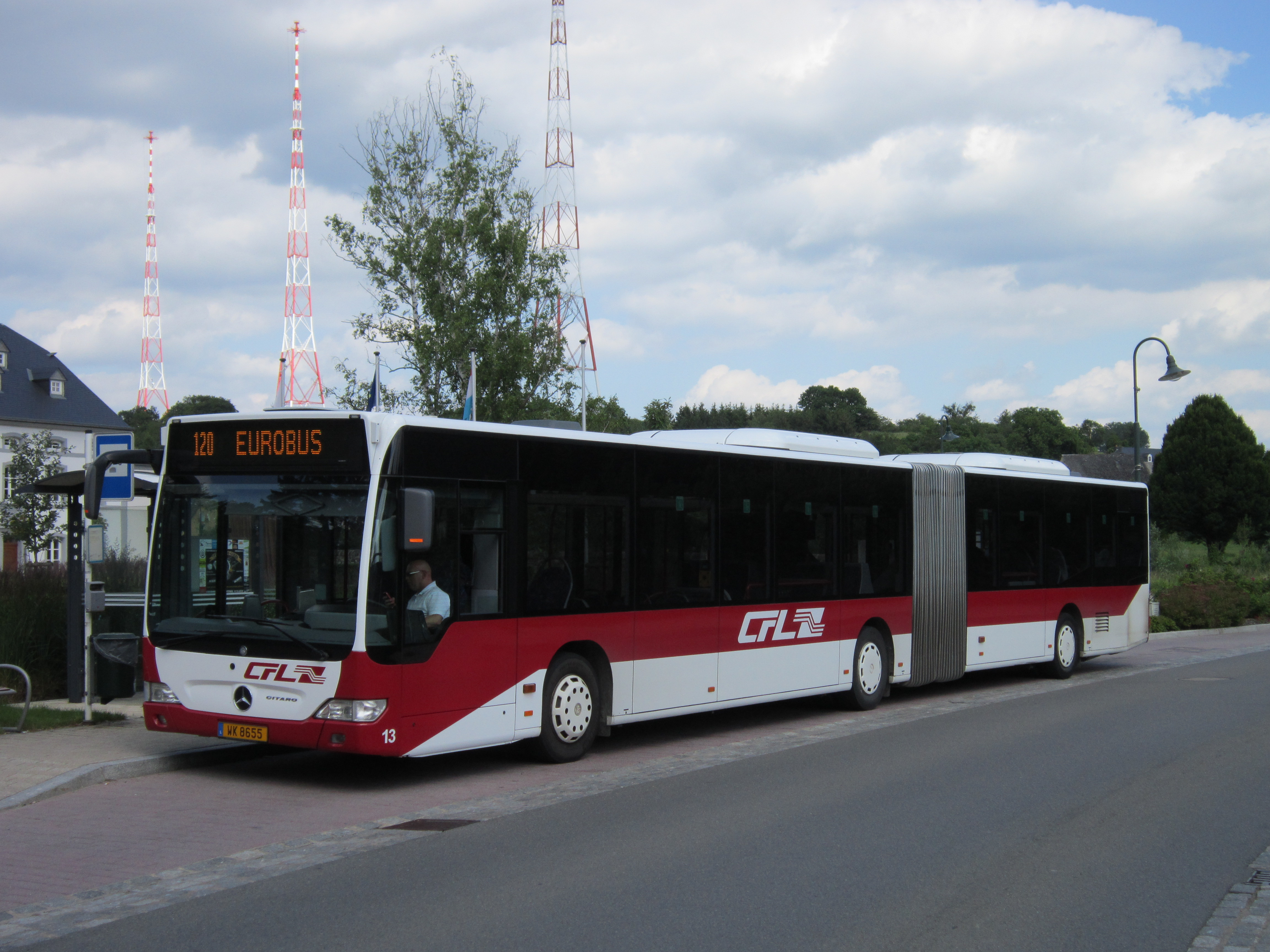
Un Mercedes-Benz Citaro G des CFL sur la ligne 120 du RGTR.

Les CFL possèdent environ soixante-dix autobus et autocars à leurs couleurs, héritage des services d'autobus ayant remplacé les anciennes lignes de chemin de fer à voie étroite. La plupart de ces véhicules sont engagés par les CFL sur des lignes routières interurbaines organisées par le RGTR, dont elles sont intégrées depuis le 15 mai 1996. Les véhicules sont également ponctuellement utilisés en cas de substitution au chemin de fer lors d'incidents ou de travaux.
Par ailleurs, en l'absence de liaisons ferroviaires directes, les CFL mettent en œuvre deux lignes d'autocar « CFL Express » au départ de Luxembourg : l'une à destination de la gare de Sarrebruck en Allemagne, l'autre à destination de la gare Lorraine TGV en France.

#### Autopartage
Le 20 février 2018, les CFL ont lancé un service d'autopartage nommé Flex, réparti sur 20 stations correspondant à autant de gares à travers le pays (Luxembourg, Esch-sur-Alzette, etc.),. La flotte est composée de 84 véhicules électriques et thermiques (11 BMW i3, 34 BMW Série 1 et 39 Seat León) qui, dans un premier temps, ne peuvent être empruntés et rendus que dans la même station. L'accès au véhicule s'effectue à l'aide d'une carte spécifique compatible mKaart qui remplace la clé de contact.
Le service est géré par la filiale CFL Mobility, basée dans la gare de Wasserbillig.

### Transport de marchandises
Le réseau a transporté 11,7 millions de tonnes de marchandises en 2005, mais seulement 6,6 millions de tonnes en 2009. Ce chiffre a continué de chuter pour atteindre un plus bas de 1,29 million en 2013, avant de remonter à 2,05 millions en 2017. L'ouverture à la concurrence du transport de marchandises en 2007 est en partie responsable de cette chute.
Les services marchandises sont commercialisés par CFL Multimodal.

### Gestion de l'infrastructure

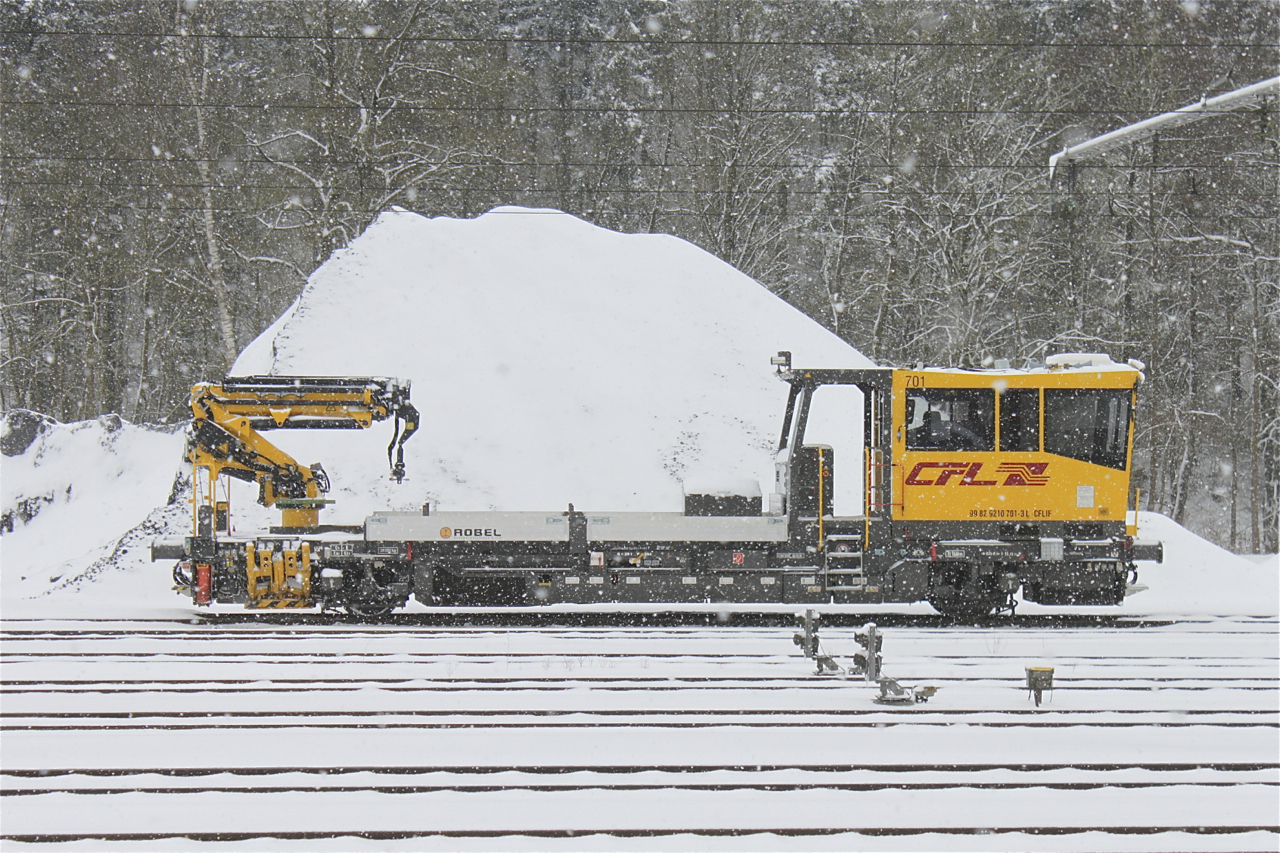
Draisine des CFL.

L'État Luxembourgeois, propriétaire des infrastructures, confie la gestion du réseau ferré aux CFL conformément à la législation européenne et du contrat de gestion signé le 6 novembre 2009 entre l'État et les CFL.

#### Gestion des circulations
Les CFL sont chargés par l'Administration des chemins de fer d'assurer la gestion, la fluidité et la sécurité du trafic en se référant aux sillons attribués. Ils sont également chargés de l'information voyageurs en gare.

#### Entretien des installations
Les CFL sont responsables de l'entretien régulier du réseau et de la maintenance des voies, des caténaires, des installations de signalisation, des appareils de voie et des passages à niveau.
Le centre logistique de l'infrastructure ferroviaire, basé à Bettembourg, possède 24 engins ferroviaires spécialisés pour l'entretien du réseau.

#### Grands projets

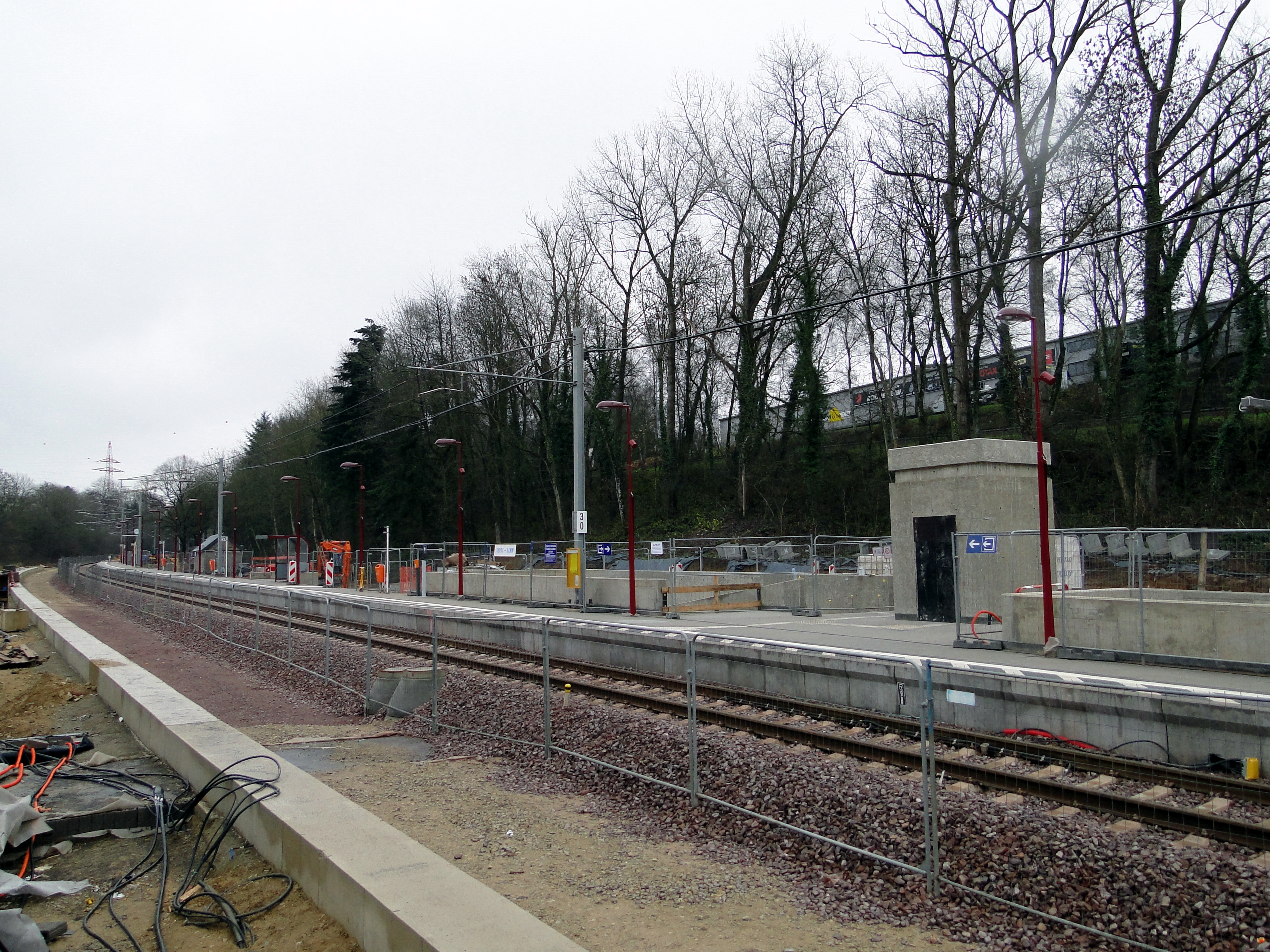
Travaux de mise à double voie de la ligne 3, terminés en 2019, ici à la gare de Cents-Hamm.

Lancés par le gouvernement luxembourgeois, de nombreux projets d'envergure sont conduits par les CFL sur le réseau :
- déploiement de la radio GSM-R sur l'ensemble du réseau ;
- construction de murs anti-bruits pour atteindre des niveaux sonores conformes à la réglementation ;
- création de la ligne nouvelle de Luxembourg à Bettembourg, en parallèle de la ligne 6 afin de désaturer cette dernière.

Les CFL ont investi 242,9 millions d'euros en 2017, dans le cadre du Fonds du rail, pour mener à bien ces projets.

## Situation financière
Le chiffre d'affaires brut global du groupe CFL s'élève à 882,3 millions d'euros (contre 913,9 millions en 2016). Cette baisse s'explique par la diminution des revenus liées aux projets, à le gestion de l'infrastructure et au patrimoine immobilier. Les capitaux propres s'élèvent à 442,6 millions d'euros en 2017.
Dans le détail, le chiffre d'affaires se décompose de la façon suivante :
- Activités liées au transport de voyageurs : 259,2 millions d'euros (augmentation de 3,2 % par rapport à 2016) ;
- Activités liées au transport de marchandises : 213,9 millions d'euros (diminution de 10,2 % par rapport à 2016) :
- Projets, gestion d’infrastructure et patrimoine immobilier : 388,4 millions d'euros (augmentation de 2 % par rapport à 2016).

Le chiffre d'affaires net est de 638,063 millions d'euros en 2017 (contre 685,978 millions en 2016). Dans le détail, il est de 265,928 millions d'euros pour l'activité voyageurs, de 376,763 millions pour l'activité infrastructure et de 4,370 pour d'autres activités.
Le résultat net du groupe est de 10 millions d'euros en 2017 (contre 13,5 % en 2016). La dette financière du groupe s'élève à 279 millions d'euros en 2017, en baisse de 4,8 % par rapport à l'année précédente.

## Salariés
En 2017, les CFL comptent 4 521 salariés pour l'ensemble du groupe, dont 1 235 pour les activités fret, filiales à l'étranger comprises. Les femmes sont peu présentes aux CFL, elles ne représentent que 13 % des effectifs en 2017.
En deux ans, le nombre de salariés est passé de 4 244 en 2015 à 4 521 en 2017, soit près de 300 salariés en plus (3,9 % de 2016 à 2017). Malgré la mise en place de la gratuité en 2020, le personnel d'accompagnement des trains qui assure le contrôle des billets, assure la sécurité à bord et renseigne les voyageurs et qui compte en 2019 275 agents, en plus des 55 agents d'accompagnement, sera maintenu et verra ses missions étendues selon le ministre des transports.
Les conducteurs ont l'obligation de maîtriser les trois langues du pays, luxembourgeois, français et allemand, qui peuvent être employées quelle que soit la situation. Les salariés disposent d'un régime spécial en matière de sécurité sociale.

### Sources
- Les Chemins de fer luxembourgeois sur le site Beneluxmodels.